# Rivière Bras David
Rivière Bras David är ett vattendrag i Guadeloupe (Frankrike). Det ligger i den centrala delen av Guadeloupe, 24 km norr om huvudstaden Basse-Terre.